# 미조구치 슈헤이
미조구치 슈헤이(일본어: 溝口 修平, 2004년 2월 13일~)는 일본의 축구 선수이다.

## 구단 경력
그는 2022년 J1리그의 가시마 앤틀러스에 입단했다.